# 矢部定謙
矢部 定謙（やべ さだのり、寛政元年（1789年） - 天保13年7月24日（1842年8月29日））は、江戸時代後期の旗本。通称は彦五郎。位階は従五位下、官職は駿河守から左近衛将監に遷任し、駿河守に再任。大坂西町奉行時代、天保の飢饉に際して大塩平八郎の助言をえて窮民を救済したが、のちに大塩から「奸佞（かんねい）」との告発を受けた。天保12年（1841年）に江戸南町奉行に任じられたが、江戸幕府の老中水野忠邦と対立し、約8か月で罷免された。処分を不服として絶食し、それが原因で死去した。

## 生涯
寛政元年（1789年）、幕臣・矢部定令の子として誕生。
天保2年（1831年）に堺奉行、天保4年（1833年）に大坂西町奉行となる。おりしも当時凶作に見舞われ、矢部は飢饉対策に努める。この時に元与力で学者であった大塩平八郎と会合を持ったため、矢部と大塩は深い信頼関係にあったと見られていたが、矢部の飢饉対策は大塩の意見とは食い違うものであった。この他、在任中には竹島事件の裁定を行っている。天保7年（1836年）に勘定奉行に就任するため江戸にうつった。
矢部の離任後間もない天保8年（1837年）、大塩平八郎の乱が発生した。大塩が幕府に提出しようとした建議書8カ条のうち、6カ条は「国を乱す「奸侫」」である矢部を弾劾するものであった。この中では矢部が様々な不正を行い、口封じのために証人を殺害したとされている。しかし矢部がこの時点で処分されることはなかった。天保9年（1838年）からは西丸留守居となり、大御所徳川家斉に仕えた。
天保11年から、老中水野忠邦の主導により武蔵国川越藩、出羽国庄内藩、越後国長岡藩の三方領知替えが問題となっていた。天保12年（1841年）4月28日に矢部は江戸南町奉行となり、5月には12代将軍徳川家慶の命により検証を行った。結果として領知替えの必要性を認めず、再吟味を具申した。天保12年7月に転封は家慶の裁断により中止となった。定謙没後、出羽庄内藩復領の恩人として祭神に祀られる契機となる。また水野が推し進めた天保の改革に北町奉行遠山景元と協同して対抗する。当時の価格騰貴に対し、水野や藤田東湖らが株仲間の廃止を求めた際にも、一部の商人の華美な生活態度にも問題があるものの、文政改鋳による悪貨（品位の劣る貨幣）に最大の要因があり、物流上の様々な制約もあるため、急激な株仲間の廃止は、かえって混乱を招いて人々を苦しめると主張した。矢部の見解は、「大坂は天下の咽喉なり」、すなわち、江戸の物価の権は大坂が握っているのであって、株仲間を解散すると大坂に商品が入らなくなり、大坂の問屋は価格を上げざるを得ないから、結局は物価高騰につながるというものだった。
天保12年（1841年）12月、矢部は江戸町奉行を解任された。大坂町奉行時代の不正、江戸町奉行時代のお救い米買い付け事件の調査不正などが理由であったが、主因は水野と対立したために目付鳥居耀蔵の策謀により罷免されたとみられている。取調中に無実を友人に訴えたことが問題となり、伊勢桑名藩預かりとなった。永預から3ヵ月後の天保13年7月24日（1842年8月29日）、死去。抗議のため自ら食を絶ったといわれている。享年54。戒名は晴雲山院殿秋月日高定謙大居士。墓所は東京都江東区平野の日蓮宗法苑山浄心寺。なお、定謙は没後、山形県飽海郡遊佐町蕨岡上寺に鎮座する荘照居成神社（そうしょういなりじんじゃ）の祭神として祀られた。
水野忠邦による株仲間の急激な廃止政策は、経済界に混乱をもたらし、かえって人々を苦しめることになり、定謙の見識の正しさが証明された。このため、のちに川路聖謨ら幕末期の官僚からは、その非業の死を惜しまれることになった。その後、改革の失敗と不正発覚により水野と鳥居は失脚し、定謙養子の鶴松が幕府への出仕を認められ、矢部家は江戸幕府の幕臣旗本として再興された。

## 人物
- 剛直な性格で、若いころ、先輩が定謙をいじめようと弁当の残りでお粥を作ることを命じた。腹を立てた定謙は、お粥に灯明の油を入れて先輩に食わせ、大騒ぎとなった。このことが上司に知れて定謙は辞表を出したが、かえってその態度が立派であるとして許され、先輩が処罰された。
- 『オトコマエ!』の武田信三郎の父、勘定組頭・武田主税のモデルと見られる[要出典]（武田は部下・浜田と共に不正を告発しようとして、逆に横領をしたとの讒言を鳥居から受け、無実の罪を晴らせずに切腹している）。

## 江戸幕府役職履歴
- 文政6年12月20日（1824年1月20日）、小姓組番頭・松平乗譲組衆から小十人頭に異動。時に、彦五郎を称す。
- 文政11年（1828年）
  - 8月28日（10月6日）、小十人頭から先手鉄炮頭に異動。
  - 10月8日（11月14日）、火付盗賊改方を加役（兼帯）。
- 天保2年10月28日（1831年12月1日）、先手鉄炮頭・火付盗賊改から堺奉行に異動。※在職中、従五位下駿河守に叙任。
- 天保4年7月8日（1833年8月22日）、堺奉行から大坂西町奉行に異動。
- 天保7年9月20日（1836年10月29日）、大坂西町奉行から勘定奉行・勝手方に異動し500石加贈。
- 天保9年2月2日（1838年2月25日）、勘定奉行から西丸（徳川家定（家祥））留守居に異動。同日、駿河守から左近衛将監に遷任（同役先任者に朽木賢綱がいるため遷任。当時は異動先に同じ官位の者が居た場合は後から異動してきたほうが遷任する慣例だった）。
- 天保11年11月20日（1840年12月13日）、西丸留守居から小普請組支配に異動。
- 天保12年（1841年）
  - 4月28日（6月17日）、小普請組支配から江戸南町奉行に異動。南町奉行に就るを契機に左近衛将監から駿河守に還任。
  - 12月21日（1842年2月1日）、南町奉行を差控。
- 天保13年3月21日（1842年5月1日）、伊勢桑名藩主松平定猷のもとに永のお預け処分。

## 矢部定謙が登場する作品

### 歴史小説
- 松本清張『天保図録』朝日新聞社、1964年6月25日-1965年7月15日
- 藤沢周平『義民が駆ける』中央公論社、1976年9月10日
- 中村彰彦『天保暴れ奉行 気骨の幕臣 矢部定謙 （上）』中央公論新社〈中公文庫〉、2010年7月（原著2007年）。ISBN 978-4122053403。
- 中村彰彦『天保暴れ奉行 気骨の幕臣 矢部定謙 （下）』中央公論新社〈中公文庫〉、2010年7月（原著2007年）。ISBN 978-4122053410。
- 澤田瞳子『輝山』徳間書店、2021年9月。ISBN 978-4-19-865189-3。

### その他
- 若さま侍捕物帳（1978年、テレビ朝日・前進座・国際放映）演：中村梅之助
  - 本作での矢部は北町奉行で、田村正和演じる「若さま」の後見的存在。若さまを「わの字」と呼んでいる。
- 必殺スペシャル・秋! 仕事人vsオール江戸警察（1990年、朝日放送・松竹）
  - 話の後半で鳥居耀蔵を始末する依頼が矢部から届く設定となっている。
- 名奉行 遠山の金さん（1988年 - 1996年、テレビ朝日・東映）
  - 第4シリーズ第25話に名前のみ登場。直接ではないが、当時の北町奉行として、無実の罪で捕らわれた女軽業師のお島（東てる美）に対し、遠島の沙汰を下した。
- みなもと太郎:『風雲児たち』
  - 大河歴史ギャグ漫画。おおむね史実通りに剛直な官僚としての矢部を描いている。ギャグ漫画でもあるので、「矢部定さん」と呼ばれて「（阿部定みたいな）変な略し方をするな」と憤慨するシーンが連発される。
- 長谷川哲也:『アイゼンファウスト 天保忍者伝』
  - 鳥居に南町奉行の座を追われ、自邸に蟄居する。その後、主人公の謀略により、息子、彦四郎は切腹、定謙は餓死する。